# Pappobolus szyszylowiczii
Pappobolus szyszylowiczii là một loài thực vật có hoa trong họ Cúc. Loài này được (Hieron.) Panero mô tả khoa học đầu tiên năm 1992.